# Theresa Scavenius
Theresa Birgitta Brønnum Scavenius (n. 26 iulie 1984, Svendborg, regiunea Syddanmark, Danemarca) este o cercetătoare științifică și politiciană daneză. Ea lucrează pe postul de conferențiar la Universitatea din Aalborg, având drept domeniu de cercetare politica climatică. A fost membră a Partidului Social Liberal Danez (2016-2017) și a partidului ecologist „Alternativa” (2017-2020). A candidat în circumscripția electorală Nordsjælland la alegerile parlamentare din 2019, dar nu a fost aleasă. Ea a fost candidată pentru a-i urma lui Uffe Elbæk⁠(d) în funcția de președinte al „Alternativei”, când acesta a demisionat în februarie 2020, dar a pierdut în fața Josephinei Fock⁠(d).

## Pregătirea profesională
Theresa Scavenius este strănepoata lui Fergus Roger Scavenius, care a fost fratele mai mic al lui Erik Scavenius⁠(d), fost prim-ministru al Danemarcei (1942–1943).
După absolvirea studiilor secundare la Gimnaziul Christianshavn, a urmat începând din 2005 studii de limba germană la Universitatea din Copenhaga și a scris o lucrare de licență despre Thomas Mann în 2007. A studiat apoi științe politice tot la Universitatea din Copenhaga, pe care le-a absolvit în 2011. În anul 2014 a finalizat studii de doctorat, cu teza Responsabilitatea morală pentru schimbările climatice: o teorie politică sensibilă la fapte.

## Cariera academică
Theresa Scavenius este conferențiar la Universitatea din Aalborg începând din anul 2017 și s-a specializat în politici climatice. Lucrează, de asemenea, în cadrul Departamentului de Planificare în campusul din Copenhaga al universității. În decembrie 2017 a fost desemnată unul dintre cele 10 „cercetători talentați tineri” ai universității și a obținut un grant de cercetare pe durata a trei ani, în valoare totală de 3 milioane de coroane (DKK). Proiectul ei de cercetare este intitulat Mediere instituțională, tehnologii emergente și căi de tranziție verzi.
În 2017 a coeditat cartea Compromise and Disagreement in Contemporary Political Theory, alături de Christian Rostbøll, și în 2018 cartea Institutional Capacity for Climate Response: A New Approach to Climate politics, alături de Steve Rayner⁠(d). În 2019 a publicat cartea Political Responsibility for Climate Change: Ethical Institutions and Fact-Sensitive Theory.
Theresa Scavenius a fost unul dintre cei 301 cercetători danezi care, în mai 2018, au publicat o scrisoare deschisă, prin care au cerut politicienilor să acorde prioritate unei politici climatice mai ambițioase în dauna creșterii economice. Ea a fost activă în dezbaterea publică privind schimbările climatice și s-a remarcat în presa daneză ca expert în domeniul politicilor climatice.

## Cariera politica
Theresa Scavenius a fost membră a Partidului Social Liberal Danez („Radikale Venstre”, în traducere „Stânga Radicală”) din 2016 până în 2017. În septembrie 2017 a candidat pentru funcția de vicepreședinte al partidului, dar a obținut doar 22 de voturi, spre deosebire de cele 52 obținute de Camilla Kampmann și de cele 225 ale câștigătoarei Bitten Schjødts Kjær. Ulterior a părăsit partidul.
Scavenius s-a alăturat partidului ecologist „Alternativa” în decembrie 2017 și a candidat în circumscripția electorală Nordsjælland la alegerile generale din 2019. Ea a spus că a decis să candideze pentru că era „profund frustrată” de politica climatică daneză, pe care o percepea ca fiind neambițioasă. În timpul campaniei, a primit donații de 300.000 DKK, inclusiv 50.000 DKK de la un investitor și 50.000 DKK de la un fost angajat de top al băncii de investiții Goldman Sachs. Donațiile au fost controversate, deoarece criticii din interiorul Alternativei au considerat că banii sunt „murdari” entru că Alternativa are un scop politic de a elimina banii din politică. Ea a răspuns criticilor spunând că donatorii ei au considerat că ea „reprezintă ceva special”. Scavenius nu a fost aleasă, deoarece Alternativa nu a câștigat niciun loc în circumscripția electorală Nordsjælland. Ea a obținut 1.267 de voturi, cel mai mult dintre candidații partidului în acea circumscripție. Membru în funcție al Folketingului⁠(d), Christian Poll, a urmat cu 1.162 de voturi.
În decembrie 2019 ea a anunțat că va candida pentru a deveni lider politic al partidului „Alernativa”, după ce fondatorul Uffe Elbæk⁠(d) a anunțat că va demisiona în februarie 2020. Înainte de anunțul ei, ea fusese considerată în mass-media ca un candidat probabil. După două runde eliminatorii, ea a pierdut în fața Josephinei Fock⁠(d), care a obținut 936 de voturi față de cele 668 de voturi ale lui Scavenius. Alegerea lui Fock a provocat o criză de conducere, iar patru dintre cei cinci membri ai partidului în Folketing, inclusiv Elbæk, au părăsit Alternativa. În martie 2020 Scavenius a părăsit partidul, scriind pe pagina ei de Facebook că demisia ei avea drept consecință „dizolvarea de facto a partidului”.
Ea a fondat la 6 martie 2021 partidul „Momentum”.